# Bettina Eberhard
Bettina Eberhard (* 1972 in Zürich) ist eine Schweizer Filmregisseurin und Künstlerin.

## Leben und Wirken
Nach einem Vorkurs an der Hochschule für Gestaltung und Kunst Zürich studierte Bettina Eberhard Freie Kunst am Goldsmiths College in London. Sie ist ein Mitglied der Künstlergruppe Drater! und hat ihre künstlerischen Arbeiten in London, Berlin und im Schweizer Kanton Glarus ausgestellt. Nach ihrem Studium arbeitete Bettina Eberhard als freiberufliche Szenenbildnerin, unter anderem für den vielfach ausgezeichneten englischen Spielfilm The Last Horror Movie.
2004 begann sie ein postgraduales Studium mit Fachrichtung Film und Fernsehen an der Kunsthochschule für Medien Köln. Ihr dortiges Studium beendete sie 2007 mit dem prämierten Kurzspielfilm Lostage.
Bettina Eberhard lebt in Köln.

## Filmografie (Auswahl)
- 2007: Lostage (Produktion, Drehbuch und Regie)

## Auszeichnungen
- 2010 Nominiert für den Kölner Theaterpreis für Macbeth in den Städten, eine begehbare Theaterinstallation. Regie Bettina Eberhard & Ulrike Schwab
- 2008: Eine Lobende Erwähnung für Lostage im Rahmen der Perspektive Deutsches Kino bei den 58. Internationalen Filmfestspielen Berlin